# Georges Beller
Pour les articles homonymes, voir Beller.
Georges Beller est un acteur et animateur de télévision français, né le 10 janvier 1946 à Paris.

## Biographie

### Formation
Durant son enfance, Georges Beller prend des cours de mime. À l'âge de 18 ans, il quitte le foyer familial et part à New York où il occupe plusieurs petits boulots (laveur de carreaux, plombier…) avant d'étudier à l'Actors Studio où il est repéré par Jerry Lewis qui l'emploie comme auteur.

### Carrière
Une fois rentré en France, Georges Beller débute au théâtre puis joue au cinéma (Moonraker, Les Mariés de l'an II) et à la télévision dans Médecins de nuit.
Au début des années 1990, il se consacre surtout à l'animation de divertissements et variétés télévisés et devient à cette époque un des animateurs phares de France 2. Il anime ainsi Les Mariés de l'A2, Jeux sans frontières ou encore Surprise sur prise.
Au cours des années 2000, il se consacre essentiellement à des rôles au théâtre, qui seront des succès comme la pièce Toc Toc de Laurent Baffie ou encore Ma femme s'appelle Maurice de Raffy Shart, mis en scène par Jean-Luc Moreau.

### Vie personnelle
Il est le fils du peintre Ilex Beller. Il est marié avec Florence et ils ont deux filles Mélina et Myriam. Il vit actuellement à Rueil-Malmaison.

## Théâtre
Sauf indication contraire ou complémentaire, les informations mentionnées dans cette section peuvent être confirmées par la base de données Les Archives du spectacle.

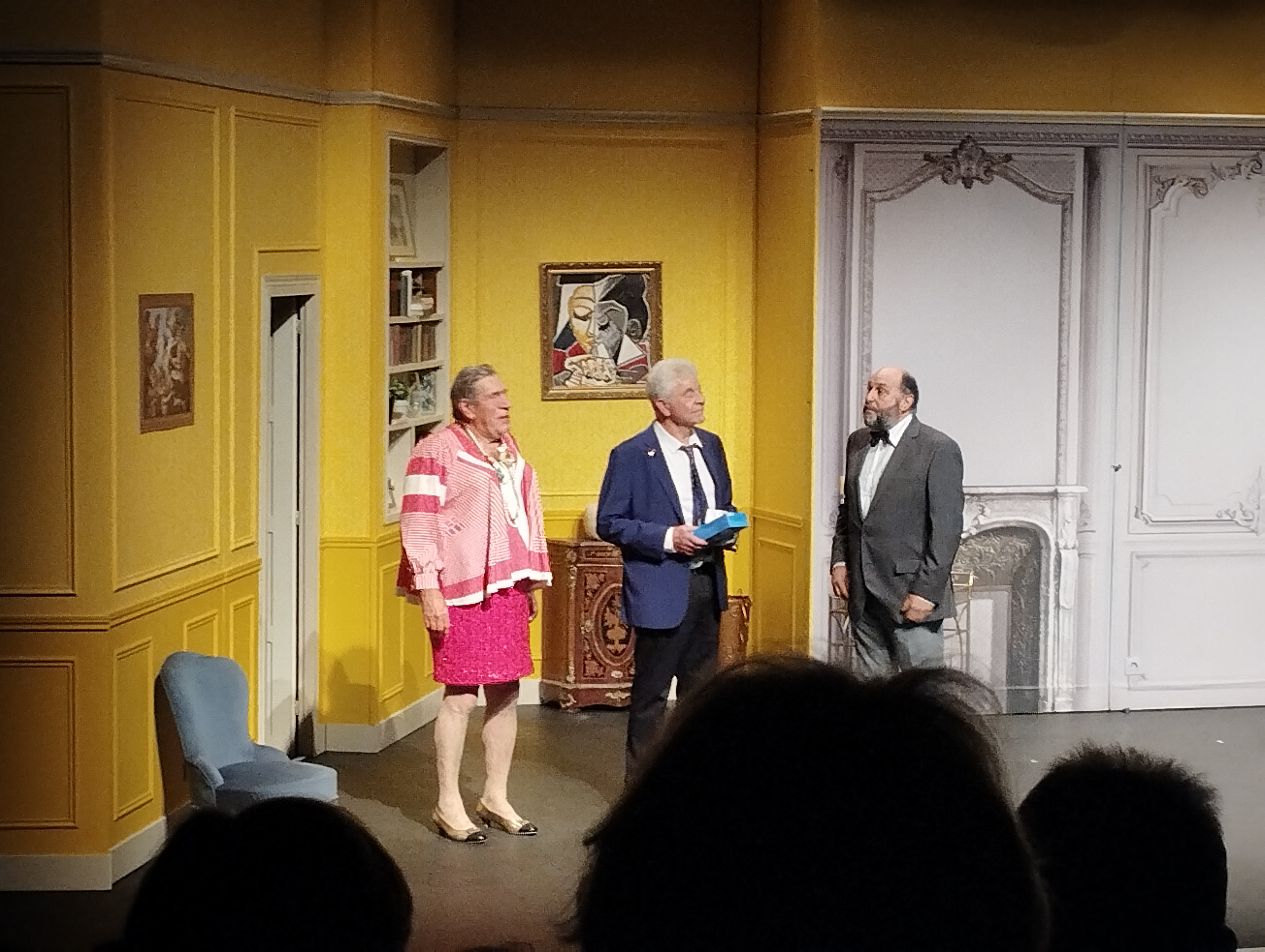
Jean-Pierre Castaldi, Georges Beller et Jean-Christophe Barc lors d'une représentation des Grands Ducs au théâtre Donald-Cardwell de Draveil, en 2024.

- 1968 : Je ne veux pas mourir idiot, d'après l'album éponyme de bande dessinée de Georges Wolinski, mise en scène de Claude Confortès, Théâtre des Arts (Paris)
- 1969 : Je ne pense qu'à ça de Georges Wolinski et Claude Confortès, Théâtre Gramont
- 1972 : Le Knack d'Ann Jellicoe, mise en scène de Michel Fagadau, Théâtre de la Gaîté-Montparnasse
- 1976 : Happy Birthday de Marc Camoletti, mise en scène de l'auteur, Théâtre Michel
- 1978 : Y'a des jours comme ça de Serge Ganzl, Georges Beller et Philippe Ogouz, mise en scène de Jean Bouchaud, Théâtre Fontaine
- 1978 : Pas un navire à l'horizon de Henri Mitton, mise en scène de Claude Confortès, La Cour des Miracles
- 1981 : Pauvre France ! de Sam Bobrick et Ron Clark, mise en scène de Michel Roux, Théâtre du Palais-Royal
- 1995 : Rendez-vous de Neil Simon, mise en scène de Raymond Acquaviva, théâtre de la Renaissance
- 1999 : Panier de crabes, mise en scène de Jacques Rosny
- 2001 : Ma femme est folle de Jean Barbier, mise en scène de Jean-Pierre Dravel et Olivier Macé, Théâtre des Nouveautés
- 2002 : Tout bascule d'Olivier Lejeune
- 2005 : Trop c'est trop de Georges Beller et Yvan Varco, mise en scène de Georges Beller, Bobino
- 2008 : Ma femme s'appelle Maurice de Raffy Shart, mise en scène de Jean-Luc Moreau, Théâtre des Nouveautés
- 2009 : Ma femme est folle de Jean Barbier, mise en scène de Jean-Pierre Dravel et Olivier Macé, Théâtre des Nouveautés
- 2010 : Zorro, le musical, mis en scène de Christopher Renshaw, Folies Bergère
- 2011 : Contre temps de Richard Harris, tournée
- 2011 : Le Chêne d'Allouville d'Éric Lenormand et Pierre Sauvil, tournée
- 2012 : Ça reste en famille de Bernard Granger, mise en scène de Maurice Risch, Le Palace, tournée
- 2012 : My Fair Lady de George Bernard Shaw, mise en scène de Paul-Émile Fourni, production Opéra de Metz, tournée
- 2013-2014 : À qui sait attendre de Bruno Druart, mise en scène de Raymond Acquaviva, tournée
- 2014 : Enfer et contre tout de Georges Beller, tournée
- 2015 : Enfer et contre tout de Georges Beller, Théâtre Déjazet
- 2015 : Je ne veux pas mourir idiot de Georges Wolinski, mise en scène de Claude Confortès, Théâtre Déjazet
- 2016 - 2017 : Numéro complémentaire de Jean-Marie Chevret, mise en scène d'Olivier Macé et Jean-Pierre Dravel, tournée
- 2017 : Toc Toc de Laurent Baffie, mise en scène de l'auteur, La Grande Comédie
- 2018 : Toc Toc de Laurent Baffie, mise en scène de l'auteur, Le Palace (Paris)
- 2018 - 2019 : Un petit coin de canapé de Cerise Guy et Thierry Taieb, mise en scène de Gérard Moulevrier, Théâtre Tête d'Or et tournée
- 2019 : L'Art'nacoeur de Nicolas Vitiello, mise en scène de Nicolas Vitiello et Frank Leboeuf, tournée
- 2025 : Les Grands Ducs de Patrice Leconte et Serge Frydman, mise en scène de Jean-Luc Moreau, théâtre de Passy et tournée

## Filmographie
Sauf indication contraire, les informations mentionnées dans cette section peuvent être confirmées par les bases de données cinématographiques  présentes dans la section « Liens externes ».

### Cinéma

#### Longs métrages
- 1968 : Nous n'irons plus au bois de Georges Dumoulin : Pavel
- 1969 : Hallucinations sadiques de Jean-Pierre Bastid : Georges, le photographe
- 1969 : Poussez pas grand-père dans les cactus de Jean-Claude Dague : plusieurs personnages (+ adaptation)
- 1971 : Les Mariés de l'an II de Jean-Paul Rappeneau : Simon, garde national et ami de Philibert
- 1971 : Les Pétroleuses de Christian-Jaque : Marc
- 1971 : Les Malheurs d'Alfred (ou après la pluie... le mauvais temps) de Pierre Richard
- 1971 : Fantasia chez les ploucs de Gérard Pirès : Smith (+ dialogues)
- 1972 : Je sais rien, mais je dirai tout de Pierre Richard : Georges
- 1972 : Aimez-vous les uns les autres... mais pas trop de Daniel Moosmann : Pierrot
- 1973 : Le Grand Bazar de Claude Zidi : participation scénaristique
- 1974 : Le Mouton enragé de Michel Deville : Jean-Mi, l'ami de Marie-Paule
- 1974 : La Grande Paulette de Gérald Calderon : le premier gangster
- 1974 : Paul et Michèle (Paul and Michelle) de Lewis Gilbert : Daniel
- 1974 : Marseille contrat (The destructors / The Marseille contract) de Robert Parrish : Minieri
- 1975 : Chobizenesse de Jean Yanne : Pommier
- 1975 : Trop c'est trop de Didier Kaminka : Georges
- 1975 : Rosebud d'Otto Preminger : Patrice
- 1978 : Le Dernier Amant romantique de Just Jaeckin : Simoni / l'empereur
- 1978 : Je te tiens, tu me tiens par la barbichette de Jean Yanne : l'assistant de plateau
- 1979 : I... comme Icare de Henri Verneuil : Sam Kido
- 1979 : Moonraker de Lewis Gilbert : opérateur radio de la station Moonraker
- 1979 : Le Pull-over rouge de Michel Drach : Gilles Chard, journaliste
- 1980 : On n'est pas des anges... elles non plus de Michel Lang : Gilles
- 1982 : On n'est pas sorti de l'auberge de Max Pécas : François
- 1983 : Vive les femmes ! de Claude Confortès : Patrick
- 1984 : Liberté, Égalité, Choucroute de Jean Yanne : Camille Desmoulins
- 1985 : Les Rois du gag de Claude Zidi : le réalisateur de télévision
- 1986 : Paulette, la pauvre petite milliardaire de Claude Confortès : Alphonse
- 1988 : Le Testament d'un poète juif assassiné d'Elie Wiesel : Yvan
- 1990 : Promotion canapé de Didier Kaminka : un proxénète (non crédité)
- 2001 : La Boite de Claude Zidi : L' Animateur

#### Courts métrages
- 1968 : Réclame pour la Renault 4 Plein-Air (environ 5 minutes)
- 1969 : La Fête des mères de Gérard Pirès : le premier gangster
- 1970 : Les voisins n'aiment pas la musique de Jacques Fansten

### Télévision
- 1969 : Thibaud ou les Croisades de Joseph Drimal, épisode Le Trésor de la mer morte : Raymond de Paulhan
- 1973 : Les Mécontents de Bernard Guillou : Édouard de Nangis
- 1974 : Mon propre meurtre de Jean Dewever : Henri
- 1974 : La Vitesse du vent de Patrick Jamain : Guillaume Epstein
- 1977 : Au théâtre ce soir : Les Petits Oiseaux d'Eugène Labiche, mise en scène de René Dupuy, réalisation de Pierre Sabbagh, Théâtre Marigny : Léonce
- 1978-1986 : Médecins de nuit de Bernard Kouchner et Hervé Chabalier : Dr Michel (22 épisodes)
- 1979 : Au théâtre ce soir : Beau-fils et fils de Raoul Praxy, mise en scène de Christian Duroc, réalisation de Pierre Sabbagh, Théâtre Marigny : Pierre Roland
- 1979 : Les Quatre Cents Coups de Virginie, saison 1, épisode 3, de Bernard Queysanne : le jeune homme en voiture
- 1981 : Au théâtre ce soir : La Quadrature du cercle de Valentin Kataïev, mise en scène de Georges Vitaly, réalisation de Pierre Sabbagh, Théâtre Marigny : Vassia
- 1981 : Au théâtre ce soir : Ce que femme veut d'Alfred Savoir et Étienne Rey, mise en scène de Jean Kerchbron, réalisation de Pierre Sabbagh, Théâtre Marigny
- 1984 : Au théâtre ce soir : La Pomme de Louis Verneuil et Georges Berr, mise en scène de René Dupuy, réalisation de Pierre Sabbagh, Théâtre Marigny : Max
- 1987 : Bonjour maître, série de Denys de La Patellière
- 1989-1990 : En cas de bonheur de Paul Vecchiali - scénariste
- 1991 : Le Cadeau de Noël
- 1995 : Bon week-end présenté par Bernard Faure et Olivier Lejeune
- 2005 : Kaamelott, saison 1, épisode La Taxe militaire : Seigneur Jacca
- 2009 : Ma femme est folle de Jean-Louis Machu : Julien Valadier
- 2016 : Scènes de ménages, saison 7, épisode Le Front de libération des vieux

## Animateur audiovisuel

### À la télévision
- 1983-1987 : L'Académie des neuf, sociétaire - Antenne 2
- 1984-1987 : Les affaires sont les affaires, coanimateur avec Sophie Garel)[4] - Canal+
- 1985-1987 : Atoukado, coanimateur avec Sophie Garel - RTL TVI puis M6
- 1987 : Le Bon Mot, sociétaire - Antenne 2
- 1988-1989 : L'Arche d'or - Antenne 2
- 1989-1990  : Rira, rira pas[5] - Antenne 2
- Été 1990 : Trivial pursuit, coanimateur avec Marie-Ange Nardi - Antenne 2
- 1990-1991 : Le Chevalier du Labyrinthe - Antenne 2
- 1990-1991 : Balthazar - Antenne 2
- Été 1990, été 1991 et été 1992 : Jeux sans frontières (coanimateur avec Marie-Ange Nardi puis Daniela Lumbroso)  - Antenne 2
- 1990-1992 : Les mariés de l'A2 - Antenne 2
- 1991-1992 : Question de charme (coanimateur avec Daniela Lumbroso) - Antenne 2
- 1992-1993 : Nouvelle lune de miel[6] - France 2
- 1993 : Salut les artistes, coanimateur avec Bettina Antoni - France 2
- 1993-1995 : Surprise sur prise, coanimateur avec Marcel Béliveau - France 2
- 1994 : Ces années-là, coanimateur avec Lise Van Bussel  - France 2
- 1995-1997 : Je passe à la télé (coanimateur avec Valérie Mairesse puis Laëtitia Nallet) - France 3
- Été 1996 : Rire en coulisses - France 3
- Été 1998 : Portes en délires - France 3

### À la radio
- 1995-1997 : Le Schmilblic sur Nostalgie (en solo, puis avec Évelyne Leclercq durant la saison 1996-1997)
- 2005 : Les Grosses Têtes sur RTL, sociétaire